# Revaz Dzodzuasjvili
Revaz Micheilis dze Dzodzuasjvili (georgiska: რევაზ მიხეილის ძე ძოძუაშვილი, ryska: Рева́з Миха́йлович Дзодзуашви́ли, Revaz Michajlovitj Dzodzuasjvili), född den 15 april 1945 i Kutaisi, Georgiska SSR i Sovjetunionen (i nuvarande Imeretien i Georgien), är en sovjetisk fotbollsspelare som medverkade i det sovjetiska landslaget som tog OS-brons i fotbollsturneringen vid de olympiska sommarspelen 1972 i München.